# Chemnitz (regiune)
Chemnitz este una dintre cele trei regiuni administrative de tip Direktionsbezirk ale landului Saxonia, Germania. Se mai numește și Chemnitzer Land. A nu se confunda cu orașul Chemnitz.
| Kreise (districte rurale) 1. Annaberg (district) 2. Aue-Schwarzenberg (district) 3. Chemnitzer Land (district) 4. Freiberg (district) 5. Mittlerer Erzgebirgskreis 6. Mittweida 7. Stollberg 8. Vogtland (district) 9. Zwickauer Land (district) | Kreisfreie Städte (districte urbane = orașe ce nu aparțin vreunui district rural) 1. Chemnitz 2. Plauen 3. Zwickau |